# 숙비 이씨
숙비 이씨(중국어: 淑妃 李氏, 12세기? - 1398년 7월 1일)는 명 태조 주원장의 후궁으로, 수주 곽구현 사람이다. 아버지는 이걸이다.
홍무 원년 (1368년) 12월, 광무위 지휘였던 아버지 이걸은 북정에 종군하여 전장에서 사망하였다. 이씨의 입궁 시기는 알려지지 않았다. 홍무 17년 (1384년) 9월, 효자고황후의 3년상이 끝나자, 이씨는 숙비에 책봉되었고, 명 태조가 황후를 세우지 않기로 맹세함에 따라, 숙비 이씨가 죽은 효자황후를 대신하여 후궁을 관장하였다. 얼마 지나지 않아 이씨가 죽고 (일설에는 명 태조에 의해 스스로 목을 매게 되었다는 설), 후궁은 영비 곽씨가 맡게 되었다. 《승조동사습유기(胜朝彤史拾遗记)》에 따르면, 영비 곽씨는 육궁사를 섭육하여 황영비(皇寧妃)라 불렸고, 숙비 이씨도 "황숙비로 진위하여 육궁사를 섭육하였다"라고 쓰여있다.
해진이 지은 《천황옥첩(天潢玉牒)》은 주원장이 홍무 31년 윤5월 10일 (1398년 6월 24일)에 세상을 떠난 후, 숙비 이씨가 윤5월 16일, 효릉에 순장하였다고 기록하고 있다. 당대 연구자들은 "이걸묘 신도비, 이걸 추봉선대비 및 관련 사료에 대한 기록과 형제 이양, 이충의 승진을 종합하여 부조의 추증"을 통해 숙비 이씨가 홍무 말기까지 건재하고 "섭육궁사"를 하였음을 확인할 수 있다. 이걸의 묘는 홍무 31년 여름 5월 20일, 마침내 공후의 순위에 올랐는데, 이는 숙비 이씨의 효릉 순장과 관련이 있다.
《남경태상사지(南京太常寺志)》에 따르면, 숙비 이씨는 명 태조의 장남인 주표, 차남인 주상, 3남인 주강의 생모이다. 그러나, 숙비 이씨가 명 태조의 장남 주표의 생모였을 리가 없다. 주표는 지정 15년 (1355년)에 태어나고, 이걸은 지정 15년에 주원장에게 망명하였는데, 이때 이걸은 26세, 숙비 이씨는 10세였다. 한편, 《남경태상사지(南京太常寺志)》 하문에는 "좌2위 황비, 초왕의 생모(左二位皇妃，生楚王)" 등 10왕이 있는데, 실제로 초왕 주정 등 10왕의 생모에 관한 사람은 7명이나 있다.